# Histoire des Juifs de Belmonte
L'histoire des Juifs de Belmonte, au Portugal, remonte à plus de six cents ans.

## Marranes de Belmonte
Les marranes qui ont vécu à Belmonte, parfois appelés les "Juifs de Belmonte", représentent une communauté qui a survécu dans le plus grand secret durant des centaines d'années grâce au maintien d'une tradition de l'endogamie, et en cachant tous les signes extérieurs de leur foi. 
La communauté, dans la municipalité de Belmonte, dans la sous-région de Cova da Beira, au Portugal, remonte au XIIe siècle et a été découverte en 1917 par Samuel Schwarz, ingénieur des mines juif polonais. Certains d'entre eux ont repris la pratique du judaïsme ouvertement dans les années 1970, et ont inauguré une synagogue, Pari Eliahu, en 1996. En 2003, le Projet Belmonte a été créé sous l’égide de la Fédération américaine séfarade, dans le but de récolter des fonds pour acquérir du matériel éducatif juif ainsi que des services pour la communauté (qui compte aujourd'hui 300 personnes). Un Musée Juif de Belmonte (Museu Judaico de Belmonte)  a ouvert le 17 avril 2005. 
À l'été 2006, le projet a cessé d’être sous l’égide de la Fédération américaine séfarade. Leur tradition séfarade de crypto-judaïsme est considérée comme unique.
William Annyas (ou Anes)— descendant d'une famille marrane de Belmonte, ayant immigré en Irlande, est devenu le maire de Youghal dans le comté de Cork en 1555, et devint la première personne de confession juive à occuper un tel poste d'élu en Irlande.

## Dans la culture

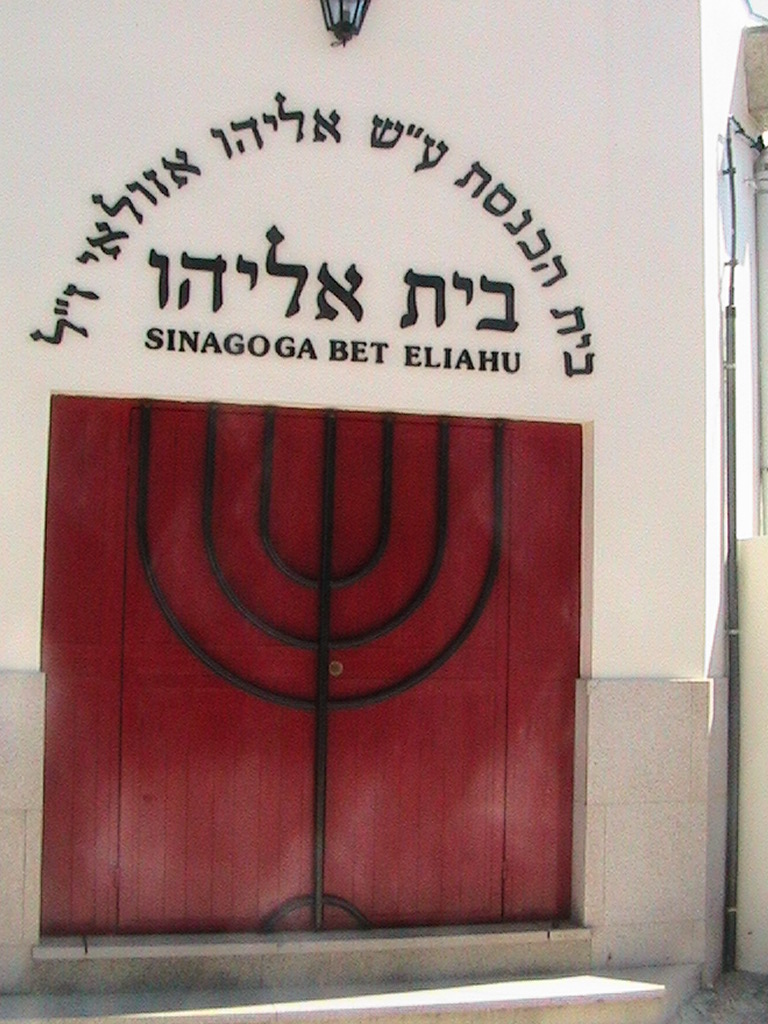
Porte de la synagogue de Belmonte en 2006.

En 1990, Frederic Brenner & Stan Neumann réalisent un documentaire sur les Juifs de Belmonte : Les derniers Marranes. Brenner publie également quelques photos et histoires de Juifs de Belmonte dans son livre Diaspora.

## Voir aussi

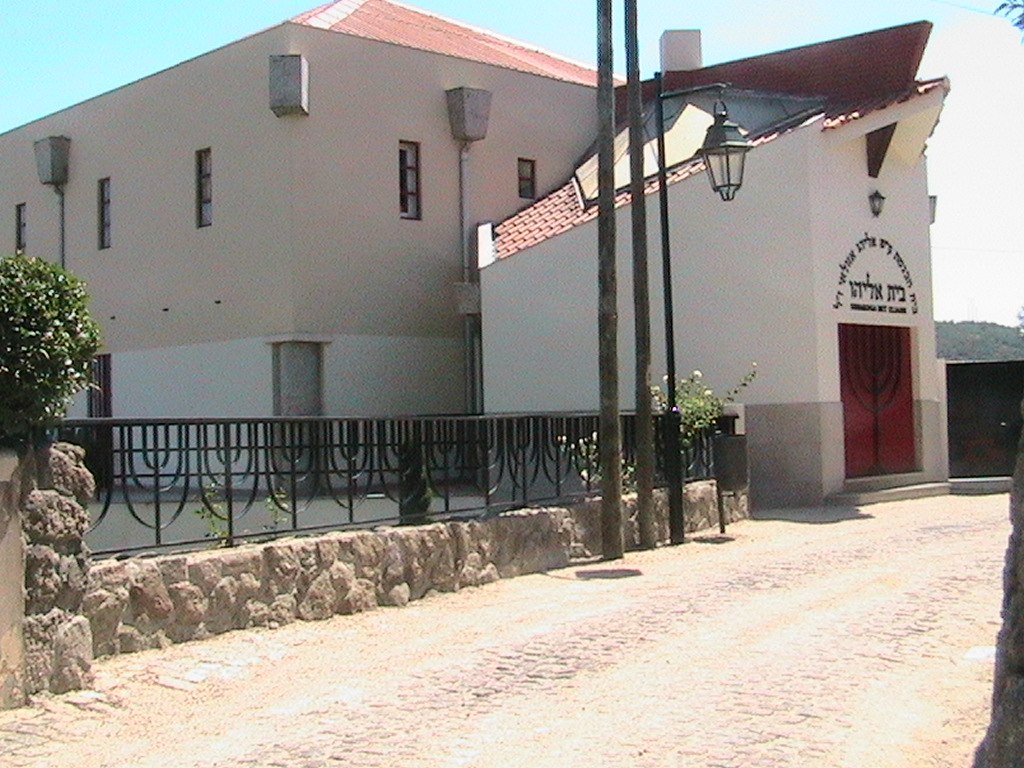
la synagogue de Belmonte en 2006